# بمباران رابائول (نوامبر ۱۹۴۳)
بمباران رابائول (انگلیسی: Bombing of Rabaul) یک حمله هوایی متفقین جنگ جهانی دوم به یک نیروی رزمناو در پایگاه بزرگ ژاپن رابائول در نوامبر ۱۹۴۳ بود.